# Stolnik
Stolnik (russisk: стольник, tr. stolnik; dansk: ~ stol) var en hoftitel i Polen-Litauen og Storfyrstendømmet Moskva, der betegnede en hovmester, specielt overhovmestre hos de russiske zarer.
Ved det polske hof betegnede Stolnik wielki koronny overtjeneren ved hoffet.